# Forcipomyia cavatus
Forcipomyia cavatus är en tvåvingeart som beskrevs av Liu, Yan och Yu 1999. Forcipomyia cavatus ingår i släktet Forcipomyia och familjen svidknott.
Artens utbredningsområde är Sichuan (Kina). Inga underarter finns listade i Catalogue of Life.